# GT200
GT200 là máy dò bom được một công ty Anh, có tên Global Technical Ltd., chế tạo. Máy được bán cho một số quốc gia chi phí lên đến £22.000 ($36.000) một cái, nhưng một cuộc điều tra của đài BBC vào tháng 1 năm 2010 trong đó các khoa học gia thử một số máy dò, kể cả máy GT200, và đi đến kết luận rằng những máy này vô giá trị và cách hoạt động không dựa trên căn bản khoa học nào.
Chính phủ Anh cấm xuất cảng một máy loại này, có tên ADE651, sang Iraq và Afghanistan vào tháng 1 năm 2010 tiếp theo cuộc điều tra của BBC. Quân đội Hoa Kỳ trước đó từng báo động rằng loại máy này không đáng tin cậy, và chính phủ Iraq, vốn cũng sử dụng ADE651, mở cuộc điều tra.
Báo chí Thái Lan chỉ trích kết quả thử nghiệm GT200 cho thấy sự thiếu hiệu quả, vốn được mua để dò chất nổ và ma túy.